# 水門飛行場
水門飛行場（すいもんひこうじょう、中国語: 水门机场）、水門空軍基地（すいもんくうぐんきち）は、中華人民共和国福建省寧徳市霞浦県水門シェ族郷に位置する軍用飛行場である。中国人民解放軍空軍が使用している。
白樺ガス田まで約200キロ、台北まで約262キロメートル、魚釣島（尖閣諸島）まで約380キロメートルの位置にあり、日本や台湾を念頭に置いて設置されたと見られている。建設は2009年に始まり、2012年頃に完了した。

## 設備
水門基地は海岸線からわずか数キロの山間部に建設されており、基地建設のために山が切り開かれたと報道されている。
2022年2月の時点でカモフラージュされた掩体壕22箇所と、格納庫24箇所が確認されている。また、埋設された燃料補給設備が2箇所、保管設備が2箇所ある。さらには基地の北西には地対空ミサイル（S-300あるいはHQ-9）が配備されており、基地の防空を行っている。

## 配置部隊と装備
公式に配備されている部隊が明らかにされているわけではないが、Mitchell Institute for Aerospace Studiesのダニエル・ライスによれば、第85航空旅団が展開されているほか、UCAV（無人機）も展開されている可能性があるという。
分析により、以下の機体が確認されている。
- Su-30MKK
- J-8 - UCAV改造型と推定されている。2017年3月と11月に衛星画像から確認された。
- J-7 - UCAV改造型と推定されている。2014年12月に衛星画像から確認された。
- J-10

## 参照
1. 1 2 3 4 5  Daniel Rice (2022年11月). “Hardened Shelters and UCAVs:Understanding The Chinese Threat Facing Taiwan”.   Mitchell Institute for Aerospace Studies. 2023年7月29日閲覧。
2. ↑  “南西諸島防衛、空港足りぬ…９割が戦闘機「×」　下地島は県が認めず”.   産経新聞 (2020年8月22日). 2023年7月31日閲覧。
3. 1 2  “東海爭霸共軍福建水門機場將完工”.   中国时报 (2012年5月27日). 2012年5月30日時点のオリジナルよりアーカイブ。2012年5月28日閲覧。
4. 1 2  “中福建省建军用机场应对东海纠纷”.   朝鲜日报 (2012年5月28日). 2016年3月5日時点のオリジナルよりアーカイブ。2012年5月28日閲覧。